# Vierhöfen
Vierhöfen là một đô thị thuộc huyện Harburg, bang Niedersachsen, Đức. Đô thị này có diện tích 13,92 km².